# نادي الطرف
نادي الطرف السعودي هو نادٍ رياضي ثقافي اجتماعي ويعدّ أحد النوادي الرياضية في منطقة الأحساء وفريق كرة القدم هو أحد أندية الدرجة الثالثة بالمنطقة الشرقية، تأسس عام 1400 هـ، بمدينة الأحساء في قرية الطرف، يُلعب في النادي سبعة ألعاب وهي التنس كرة السلة كرة الطاولة كرة القدم ألعاب القوى رفع الاثقال الاسكواش

## نادي كرة القدم
هو أحد أندية الدرجة الثالثة في المنطقة الشرقية، تأسس فريق كرة القدم في نفس فترة تأسيس النادي عام 1980م.

### المشاركات
دوري الدرجة الثالثة السعودي
- دوري الدرجة الثالثة السعودي 2019–20

كأس خادم الحرمين الشريفين
- كأس خادم الحرمين الشريفين 2015–16

كأس ولي العهد السعودي
- كأس ولي العهد السعودي 2002–03[3]

## تشكيلة الفريق الحالية
ملاحظة: تشير الأعلام إلى المنتخب الوطني على النحو المحدد في قواعد الأهلية للفيفا. قد يحمل اللاعبون أكثر من جنسية واحدة غير تابعة للفيفا.
| الرقم | البلد      | المركز | اللاعب                         |
| ----- | ---------- | ------ | ------------------------------ |
| 1     | السعودية   | حارس   | علي السعيد                     |
| 2     | السعودية   | وسط    | مظاهر الجمعة                   |
| 3     | السعودية   | مدافع  | علي المعني                     |
| 5     | ساحل العاج | وسط    | أنجينور جنابي                  |
| 6     | السعودية   | وسط    | نواف البخيت (معار من نادي هجر) |
| 7     | السعودية   | وسط    | عبد الله المطرود               |
| 8     | السعودية   | مدافع  | جعفر الجاسم                    |
| 9     | السعودية   | مهاجم  | عبد الله الحمودي               |
| 10    | السعودية   | وسط    | مبارك السلطان                  |
| 11    | ساحل العاج | مهاجم  | غاسان بي جيرمان                |
| 13    | السعودية   | وسط    | يوسف المقرن                    |
| 14    | السعودية   | وسط    | عبد الرحمن الخالدي             |
| 16    | السعودية   | مدافع  | عبد اللطيف بو حسن              |

| الرقم | البلد     | المركز | اللاعب                               |
| ----- | --------- | ------ | ------------------------------------ |
| 17    | السعودية  | مدافع  | فيصل العتيبي                         |
| 18    | السعودية  | وسط    | إبراهيم الدندن                       |
| 19    | السعودية  | مهاجم  | عبد الله البصيلان (معار من نادي هجر) |
| 20    | الكاميرون | مدافع  | مامودو حسنة                          |
| 23    | السعودية  | مدافع  | محمد القطان                          |
| 24    | السعودية  | مدافع  | علي الجبارة                          |
| 25    | السعودية  | حارس   | محمد المسيليم                        |
| 26    | السعودية  | مدافع  | نواف هوساوي                          |
| 27    | السعودية  | وسط    | سعود السليم                          |
| 28    | السعودية  | مهاجم  | أحمد العيسى                          |
| 29    | السعودية  | مهاجم  | متعب النجدي                          |
| 32    | السعودية  | حارس   | مرتضى البن أحمد                      |

## نادي كرة السلة
هو أحد أندية دوري الدرجة الأولى السعودي لكرة السلة لعام 2018-2019، ولكنه في نهاية العام حلّ في المركز الأخير عم المجموعة الأولى ليهبط إلى الدرجة الثانية.

### المشاركات
دوري الدرجة الأولى السعودي لكرة السلة
- دوري الدرجة الأولى السعودي لكرة السلة 2010-11
- دوري الدرجة الأولى السعودي لكرة السلة 2012-13
- دوري الدرجة الأولى السعودي لكرة السلة 2016-17
- دوري الدرجة الأولى السعودي لكرة السلة 2017-18
- دوري الدرجة الأولى السعودي لكرة السلة 2018-19

كأس الأمير فيصل بن فهد لكرة السلة
- كأس الأمير فيصل بن فهد لكرة السلة 2014[5]

### الانجازات
- لقب دوري الدرجة الثانية السعودي لكرة السلة 2015-16

## فريق رفع الأثقال
يعتبر قسم رفع الأثقال من الأقسام الهامة في نادي الطرف وذلك بسبب تقديمه عدداً من اللاعبين المهمين على الصعيد المحلي والدولي، من أهم لاعبي النادي علي الخزعل الذي حاز على عدد كبير من الميداليات المنوعة رفقة المنتخب السعودي لرفع الأثقال.